# Romain Sicard
Romain Sicard (Hasparren, 1º gennaio 1988) è un ex ciclista su strada e pistard francese.
Campione del mondo Under-23 nella prova in linea nel 2009 a Mendrisio, ha gareggiato come professionista dal 2010 al 2021.

## Carriera

### Gli esordi e i successi da Under-23
Originario del Paese basco francese, corse nel Vélo-Club Tarnos fino alla categoria allievi (2004), vincendo il Campionato delle Landes nel 2002 (esordienti) e 2004 (allievi). Nello stesso anno fu campione di Francia nell'americana, specialità del ciclismo su pista, insieme a Vincent Dauga. Nei due anni da junior (2005 e 2006) fece parte dell'Union Cycliste Colomiers. Il primo anno vinse la terza tappa nel Giro di Gascogne, cronometro a squadre, l'anno seguente la classifica generale al Test d'Eyliac ed anche la seconda tappa. Divenne campione del Midi-Pirenei a cronometro e, su pista, nell'inseguimento e nell'americana (insieme ad Azéma).

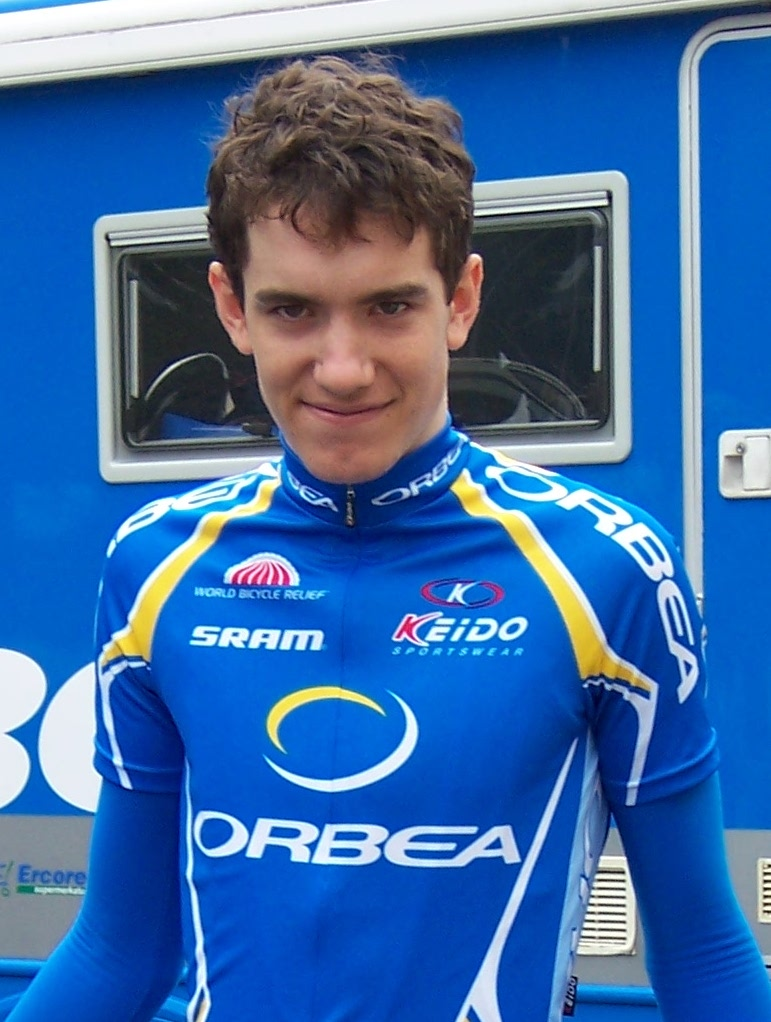
Romain Sicard alla Ronde de l'Isard 2009.

Nel 2007 passò alla categoria Under-23 con la maglia del GSC Blagnac. Su strada vinse la Ronde du Sidobre e su pista divenne Campione del Midi-Pirenei nell'inseguimento e nella corsa a punti e di Alta Garonna su pista. Nel 2008 diventò Campione di Francia nello scratch, sottolineando le sue caratteristiche da pistard, ma vinse anche il Trophée de l'Essor, una corsa adatta agli scalatori. Alla fine del 2008 fece alcuni test a Derio, nella sede dell'Orbea (filiale dell'Euskaltel-Euskadi), e firmò un contratto biennale con la squadra continentale basca. Ebbe così l'occasione di partecipare al programma di formazione della Fundación Euskadi, con l'obiettivo di passare nella principale squadra basca.
La sua prima vittoria nel 2009 arriva nella Subida al Naranco, dove vince anche la classifica della montagna. Qualche settimana più tardi vince la seconda tappa del Ronde de l'Isard d'Ariège, giungendo da solo al traguardo di Plateau de Beille. Il 10 luglio firma un contratto biennale con l'Euskaltel-Euskadi, diventando il secondo ciclista francese a far parte della squadra, quindici anni dopo Thierry Elissalde. Ad inizio settembre si aggiudica il Tour de l'Avenir, mentre il 26 dello stesso mese diventa Campione del mondo Under-23 in linea a Mendrisio aggiudicandosi la gara in solitaria.

### 2010-2021: il professionismo
Passa professionista nel 2010 con l'Euskaltel-Euskadi, e in stagione è secondo in una frazione del Critérium du Dauphiné. Rimane tra le file della formazione basca fino al 2013, anno di chiusura della squadra, svolgendo ruoli di gregariato e partecipando anche al Tour de France 2013 e a due edizioni della cronometro a squadre dei campionati del mondo.
Nel 2014 debutta con il Team Europcar diretto da Jean-René Bernaudeau. A partire dal 2015 prende parte a sei edizioni consecutive del Tour de France, ottenendo come miglior risultato personale un settimo posto di tappa a Plateau de Beille nella Grande Boucle 2015; negli stessi anni corre anche un Giro d'Italia e quattro Vuelta a España (miglior risultato: tredicesimo assoluto nel 2014). Nel 2015 è inoltre convocato in Nazionale per la cronometro dei campionati del mondo a Richmond.
A causa di un'anomalia cardiaca, è costretto a lasciare l'attività agonistica nell'aprile 2021, all'età di 33 anni.

## Palmarès

### Strada
- 2007 (Under-23)

Classifica generale Ronde du Sidobre
- 2008 (Under-23)

Trophée de l'Essor
- 2009 (Orbea - Oreka SDA, cinque vittorie)

Subida al Naranco
2ª tappa Ronde de l'Isard d'Ariège (Lavelanet > Plateau de Beille)
8ª tappa Tour de l'Avenir (Ornans > Ornans, cronometro)
Classifica generale Tour de l'Avenir
Campionati del mondo, Prova in linea Under-23

#### Altri successi
- 2009 (Orbea - Oreka SDA)

Classifica giovani Cinturó De L'empordà
- 2015 (Team Europcar)

Classifica traguardi volanti Clásica de Almería

### Pista
- 2008

Campionati francesi, Scratch

## Piazzamenti

### Grandi Giri
- Giro d'Italia

2014: 51º
- Tour de France

2013: 122º
2015: 33º
2016: 81º
2017: 66º
2018: 73º
2019: 80º
2020: 31º
- Vuelta a España

2012: 44º
2014: 13º
2015: 15º
2016: 55º
2020: 45º

### Classiche monumento
- Giro delle Fiandre

2010: ritirato
- Parigi-Roubaix

2010: ritirato
- Liegi-Bastogne-Liegi

2012: 96º
2013: 115º
2014: 112º
2016: 89º
2017: 118º
2018: ritirato
2019: 93º
- Giro di Lombardia

2014: 28º
2017: 45º

### Competizioni mondiali
- Campionati del mondo

Mendrisio 2009 - In linea Under-23: vincitore
Limburgo 2012 - Cronosquadre: 16º
Toscana 2013 - Cronosquadre: 18º
Richmond 2015 - Cronometro Elite: 46º